# Óscar Rivera
Rivera  Álvarez est un nom espagnol. Le premier nom de famille, en général paternel, est Rivera ; le second, en général maternel, souvent omis, est Álvarez.
Pour les articles homonymes, voir Rivera et Álvarez.
Óscar Javier Rivera Álvarez, né à Santa Rosa de Viterbo (département de Boyacá) le 5 mars 1989, est un coureur cycliste colombien.

## Repères biographiques
Dans son palmarès, se détachent deux victoires d'étapes dans des courses de l'UCI America Tour, classées en catégorie 2.2. En 2012, il s'impose dans la septième étape du Tour du Guatemala, qu'il achève à la cinquième place. Trois ans plus tard, il remporte la dixième étape du Tour de Colombie 2015, au sommet de l'Alto de Minas.
De 2010 à 2013, Rivera est membre de la formation EPM-UNE. Avec l'équipe espoir, il remporte le contre-la-montre par équipes de la Vuelta de la Juventud 2010. Puis en 2013, Óscar Rivera s'adjuge la deuxième étape de la Vuelta a Santander,. De 2014 à 2017, Óscar est membre de la formation EBSA - Indeportes Boyacá, issue de son département natal, et dirigée par l'ancien sextuple vainqueur du Tour de Colombie, Rafael Antonio Niño. La première année, Rivera s'impose dans la Vuelta a Boyacá. En 2015, outre sa victoire d'étape, il termine son Tour national à la huitième place. L'année suivante autre Top ten au Tour de Colombie, il adorne ce résultat d'un podium à la Vuelta a Cundinamarca et d'une deuxième victoire dans la Vuelta de son département. Sa dernière saison avec Rafael Niño le voit s'imposer pour la troisième fois dans la Vuelta a Boyacá et s'adjuger un podium à la Clásica de Soacha. En novembre, il annonce avoir informé son directeur sportif qu'il quitte son équipe. Après des contacts établis durant le Clásico RCN, il signe avec la formation Boyacá es Para Vivirla pour la saison suivante.

## Palmarès
- 2010
  - 1re étape de la Vuelta de la Juventud (contre-la-montre par équipes)
- 2012
  - 7e étape du Tour du Guatemala
- 2014
  - Vuelta a Boyacá
- 2015
  - 10e étape du Tour de Colombie
- 2016
  - Vuelta a Boyacá
  - 3e de la Vuelta a Cundinamarca
- 2017
  - Vuelta a Boyacá :
    - Classement général
    - 4e étape (contre-la-montre)
- 2018
  - 3e de la Vuelta a Boyacá

## Classements mondiaux
| Année                                 | 2012 | 2013 | 2014 | 2015 | 2016  |
| ------------------------------------- | ---- | ---- | ---- | ---- | ----- |
| Classement mondial                    |      |      |      |      | 2255e |
| UCI America Tour                      | 133e | nc   | nc   | 243e | 422e  |
|                                       |      |      |      |      |       |
| Légende : nc = non classéSource : UCI |      |      |      |      |       |